# Kruzy (województwo warmińsko-mazurskie)
Kruzy (niem. Krausen) – wieś w Polsce położona w województwie warmińsko-mazurskim, w powiecie olsztyńskim, w gminie Kolno.
W latach 1975–1998 miejscowość administracyjnie należała do województwa olsztyńskiego. Wieś znajduje się w historycznym regionie Warmia.

W przeszłości wieś znajdowała się na terenie powiatu reszelskiego, a później powiatu biskupieckiego

## Historia
Wieś założona została w roku 1374 na prawie chełmińskim jako wieś służebna. Wieś lokowana była na 60 włókach, w tym 6 włók dla sołtysa z dziesięcioletnim okresem wolnizny. Zniszczona została całkowicie w czasie wojny polsko krzyżackiej 1519-1521. Biskup warmiński Stanisław Hozjusz 4 czerwca 1568 sprzedał wieś Piotrowi Zawadzkiemu za 2400 grzywien. Nabywca miał prawo połowu ryb w jeziorze Tejstymy, a później w Pisie. Posiadał także przywilej związany z bartnictwem. Część wsi przekształcona została w folwark. Później wieś przeszła w ręce jezuitów z Reszla. Własność jezuicką potwierdził 1 września 1639 biskup Mikołaj Szyszkowski.
W roku 1783 we wsi wymieniany był folwark i młyn.
Obecnie jest to wieś o zwartej zabudowie o czytelnym układzie przestrzennym, dawna ulicówka.
W roku 1985 we wsi powstała Ochotnicza Straż Pożarna, a przy niej świetlica wiejska, której budynek wyremontowana w 2010 roku.
Od 17 stycznia 2011 roku młodzież ze wsi może uczęszczać na zajęcia prowadzone we Wiejskim Centrum Kultury.

## Szkoła Podstawowa.
W 1966 r. w Kruzach wybudowano Szkołę Podstawową. Niestety z powodu małej ilości dzieci, szkołę w 1978 r. zlikwidowano. Uczniowie zaczęli uczęszczać do Szkoły Podstawowej w Bęsi, a od 1 września 1999 r. gimnazjalistów ze wsi dowożono do Zespołu Szkół w Kolnie.
W 1980 r. w budynku dawnej szkoły założono Publiczny Specjalny Katolicki Ośrodek Edukacyjno-Wychowawczy w Kruzach dla niepełnosprawnych dzieci i młodzieży. Placówka działa do dziś.

## Połączenie komunikacyjne.
Przez wieś przechodzą dwie drogi:
- lokalna Górowo-Tejstymy,
- polna Biskupiec-Kolno.

## Sąsiednie sołectwa
- Górowo
- Tejstymy

## Demografia
W 1783 we wsi było 35 budynków mieszkalnych. Liczba mieszkańców: w roku 1820 - 258 osób, w 1848 - 384, 1939 - 531 w 2003 - 249 .